# Qualia

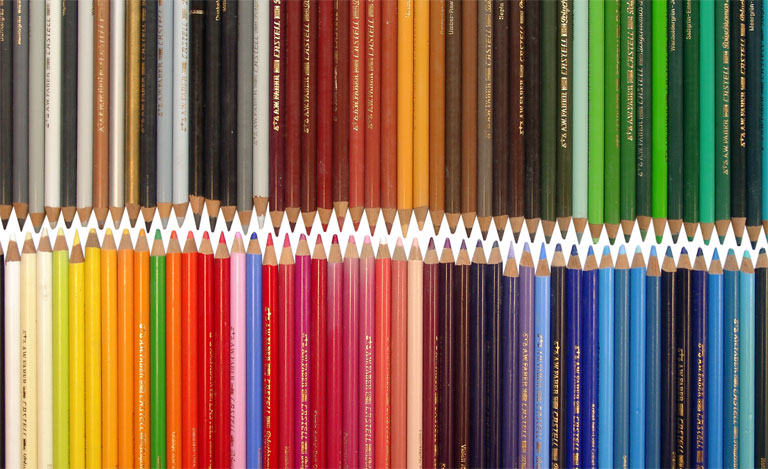
Les couleurs sont un problème classique des qualia : comment l'expérience des couleurs émerge-t-elle lors du traitement de certaines ondes lumineuses par le cerveau ?

Les qualia (prononcé /kwa.lja/, au singulier quale, du latin qualis qui signifie « quel, de quelle sorte, de quelle espèce, de quelle nature ») sont le contenu subjectif de l'expérience d'un état mental. Ils composent ce que l'on appelle la conscience phénoménale. Un synonyme commun pour le terme « qualia » dans la littérature est le terme anglais « raw feels ». La compréhension des qualia est l'un des problèmes centraux de la philosophie de l'esprit.
Le terme apparaît notablement une première fois en 1866 dans les écrits du philosophe américain Charles Sanders Peirce. Dans Mind and the World Order que Clarence Irving Lewis publie en 1929, la notion de qualia se voit mobilisée dans le cadre de la théorie des données des sens (sense data en anglais) pour désigner les propriétés de ces derniers, se trouvant alors définie comme les « caractères reconnaissables du donné qui peuvent être reconnus et sont donc une sorte d'universaux ».
À partir de la fin des années 1970 la notion de qualia fait l'objet d'un usage plus général et largement indépendant de la théorie des sense data de Lewis ; elle est alors utilisée pour formuler des arguments contre le physicalisme et le fonctionnalisme qui sont, à cette époque, dominants en philosophie de l'esprit.
Depuis, une production philosophique considérable s'est attachée à déterminer les propriétés des qualia, pour répondre aux interrogations que soulève cette notion :
- quel en serait le statut ontologique ; autrement dit, existent-ils réellement ? ;
- quelle en serait la nature, autrement dit sont-ils des objets physiques mesurables ou d'inscrutables objets spirituels ? ;
- quelle en serait l'appréhensibilité épistémologique, autrement dit sont-ils étudiables et explicables dans des domaines scientifiques comme les neurosciences et les sciences cognitives ? ;
- quelle en serait la distribution créaturielle[6], autrement dit d'autres créatures, naturelles ou artificielles, peuvent-elles en posséder ?

## Définition et caractéristiques

La couleur rouge est un exemple paradigmatique donné pour évoquer une expérience qualitative typique (quale).

Les qualia sont d'abord les propriétés constitutives des perceptions et de l'expérience sensible ; ce qu'on expérimente quand on perçoit ou ressent quelque chose : qu'est-ce que ça fait de voir un objet rond, rouge et granuleux ? La sensation du rouge correspond, chez nous, à un ressenti particulier et distinct des autres, un quale. Les qualia constituent ainsi l'essence de l'expérience de la vie et du monde ; pour Daniel Dennett, c'est «un terme peu familier pour ce qu'il y a de plus familier à chacun de nous : la façon dont les choses nous apparaissent». Sont considérés généralement comme pourvus de qualia :
- les expériences perceptives ;
- les sensations corporelles : douleur, faim, fatigue, chaleur… ;
- les affects : sentiments, émotions, passions, humeur[4]…

Par la suite, la notion de qualia a été étendue aux propriétés constitutives de tous les états mentaux. Elle peut ainsi être appliquée à la conscience de soi ou à des actes mentaux tels que l'intention, le jugement, la distinction, la concentration, la remémoration, ou l'imagination. Il existe néanmoins un débat pour savoir si les états mentaux de types « cognitifs », c'est-à-dire faisant intervenir des attitudes propositionnelles, tels que penser quelque chose ou juger quelque chose, ont des qualia qui leur sont propres ; ceux-ci, s'ils existent, constitueraient ce que l'on appelle la « phénoménologie cognitive ».

Représentation schématique du mécanisme d'écholocation d'un chiroptère.

Les qualia sont dans leur nature des phénomènes subjectifs. Une longueur d'onde, les propriétés réfléchissantes d'une surface sont des caractéristiques objectives, mesurables, publiques, que l'on peut supposer exister quand bien même aucune conscience ne serait là pour les percevoir, à l'inverse, un quale ne peut exister que dans et pour une conscience qui en fait l'expérience. L'exemple typique utilisé pour illustrer cet écart a été donné par Thomas Nagel dans son célèbre article Quel effet cela fait-il d'être une chauve-souris ? (1974) : nous pouvons expliquer scientifiquement le mécanisme d'écholocation utilisé par les chauves-souris, mais cela ne nous donne aucune idée de « l'effet que cela fait » de percevoir un papillon par ce moyen.
Les qualia sont connus par une intuition introspective directe. Ce n'est qu'en faisant l'expérience en première personne du rouge que nous pouvons connaître ce quale et cette expérience est suffisante pour cela, alors qu'elle n'est pas suffisante pour connaître les propriétés physiques des objets à l'origine de la couleur rouge. Il découle de là que nous ne pouvons pas entrer dans la conscience d'autrui pour voir quels sont ses qualia, nous ne pouvons pas non plus faire comprendre à quelqu'un qui ne possède pas un quale ce qu'est ce dernier (c'est en ce sens, et en ce sens seulement, que les qualia sont dits « ineffables »).
Le philosophe américain Daniel Dennett a donné une liste plus précise et restrictive des propriétés attribuées aux qualia :
- les qualia sont ineffables, on ne peut les communiquer, ni les appréhender autrement que par expérience directe ;
- les qualia sont intrinsèques ou immédiats : ce ne sont pas des propriétés relationnelles ;
- les qualia sont privés : toute comparaison interpersonnelle est impossible ;
- ils sont appréhendés directement par la conscience, i.e. avoir l'expérience d'un quale, c'est savoir que l'on a l'expérience d'un quale et savoir tout ce que l'on peut savoir sur ce quale.

Néanmoins, le but de Dennett est de montrer que les qualia peuvent être éliminés d'une ontologie minimaliste (ce qu'il appelle «quiner» en hommage à Willard Van Orman Quine). Aussi, les caractéristiques par lesquelles il se propose de les définir ne font pas l'objet d'un consensus et de nombreux débats sont en cours, notamment à propos de leur caractère représentationnel ou non et donc, par voie de conséquence, de leur nature relationnelle ou non.

## Arguments fondés sur les qualia
L'importance attribuée aux qualia dans la réflexion contemporaine vient de ce qu'ils ont été mobilisés pour formuler, sous la forme d'expériences de pensée, des arguments remettant en question deux doctrines faisant autorité en philosophie de l'esprit, le physicalisme et le fonctionnalisme.

### Arguments contre le physicalisme
Le physicalisme désigne la doctrine selon laquelle l'ensemble de la réalité se réduit à ses composantes matérielles et s'explique, en dernière instance, par les lois physiques. En philosophie de l'esprit, le physicalisme identifie les états mentaux avec les états cérébraux qui en sont le fondement. Les arguments fondés sur les qualia visent à montrer qu'il y a dans ces derniers quelque chose de bien réel qui n'est pas matériel et qui ne peut pas être expliqué par les seules propriétés physiques des objets. L'expérience de pensée contemporaine la plus connue à ce sujet est celle de Frank Jackson, appelée « argument de la connaissance ». Imaginons Mary, une scientifique talentueuse qui aurait passé toute sa vie dans une pièce où l'éclairage neutralise les couleurs et fait tout apparaître en noir et blanc. Elle a néanmoins accès à l'ensemble de l'information physique et neuroscientifique sur la vision, ce qui lui permet de devenir une spécialiste de la question et d'apprendre tout ce qu'il y a à savoir sur ce sujet. Supposons, maintenant, que Mary sorte de son habitation et fasse l'expérience du chatoiement des choses. Nous sommes ainsi amenés à admettre que Mary découvre alors quelque chose de bien réel et que ces qualia ne sont pas connus par la seule information physique. (Il faut noter que, pour Jackson, les qualia sont des épiphénomènes, des propriétés qui surviennent sur les états physiques mais n'ont aucun pouvoir causal par elles-mêmes. Par la suite, il a rejeté l'argument de la connaissance, ainsi que d'autres arguments contre le physicalisme,.)

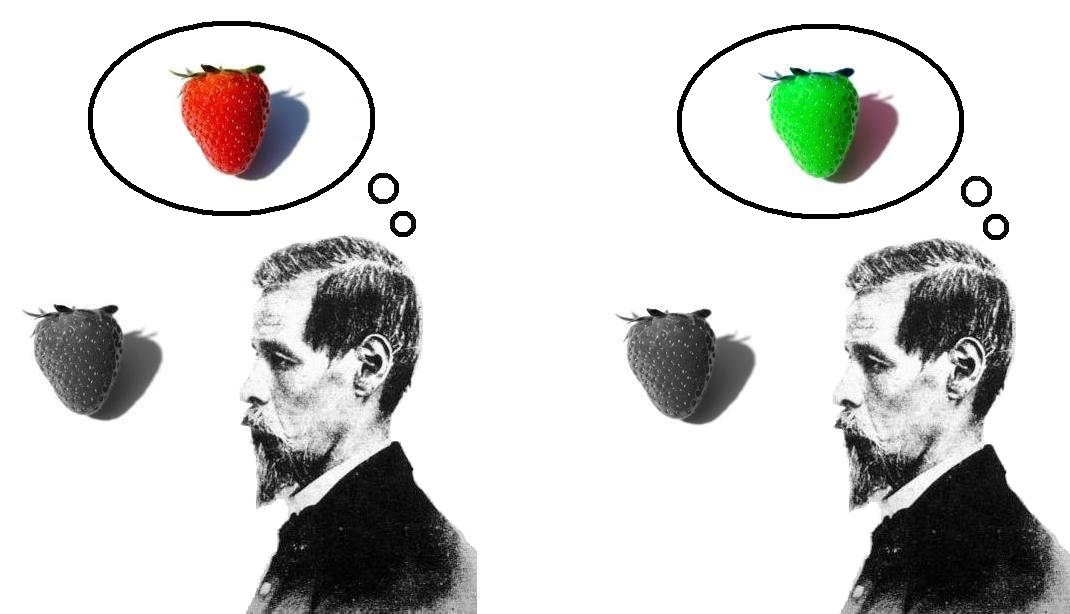
Illustration de l'argument du spectre inversé : qualia opposés de deux personnes regardant des fraises.

D'autres expériences de pensée mettent en difficulté le physicalisme en montrant que l'on peut concevoir des situations dans lesquelles des qualia différents peuvent être associés à un même état cérébral, ce qui prouve qu'il n'y a pas d'identité entre états physiques et états mentaux, mais seulement un lien contingent, c'est pourquoi on parle d'« arguments modaux ». Parmi ceux-ci, le plus célèbre est celui du spectre inversé qui envisage, à la suite de Locke, que des personnes en présence des mêmes stimuli de couleur éprouvent des qualia inversés. Suivant la même stratégie, les arguments faisant intervenir les zombies philosophiques conçoivent la possibilité de créatures identiques à des êtres conscients du point de vue de leur constitution physique et de leur comportement, mais dépourvus de qualia.

### Arguments contre le fonctionnalisme

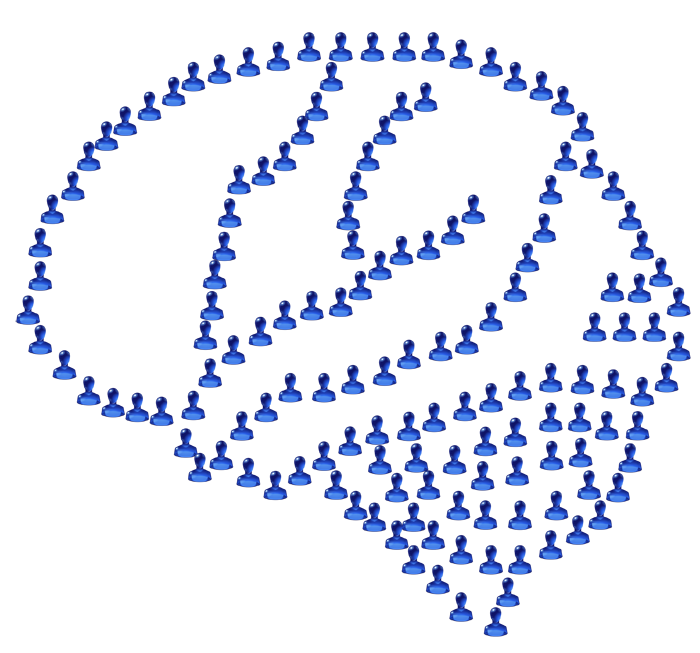
Illustration de l'expérience de pensée du cerveau chinois.

Le fonctionnalisme est une philosophie de l'esprit, très répandue depuis les années soixante, qui envisage l'esprit comme un système de traitement de l'information et identifie les états mentaux, tels qu'une croyance ou un désir, à leurs propriétés fonctionnelles dans la gestion des signaux entrants et le comportement. Ned Block et Jerry Fodor, en 1972, ont repris l'argument du spectre inversé pour montrer que l'on ne pouvait pas identifier l'état mental correspondant à la perception d'une couleur (quale) avec les réponses fonctionnelles à ce stimulus, puisque ces dernières sont indiscernables chez des personnes dont les qualia de couleurs seraient inversés. Par la suite, Block a formulé l'expérience de pensée dite du cerveau chinois : imaginons que l'ensemble de la population chinoise (ou n'importe quel autre ensemble d'individus aussi grand que souhaité) soit doté d'émetteurs radios et d'une liste d'instructions à suivre pour les utiliser, admettons, en outre, que ces instructions soient rédigées de telle sorte que les utilisateurs en les appliquant vont reproduire le fonctionnement du système cognitif d'une créature consciente. Si le fonctionnalisme est juste, il faudrait que la nation chinoise, en tant que totalité, commence à éprouver des qualia, ce qui n'est pas impossible stricto sensu, mais ne fait pas partie des thèses que les fonctionnalistes sont spontanément disposés à admettre comme rationnelles et scientifiques.

### Conséquences épistémologiques et métaphysiques

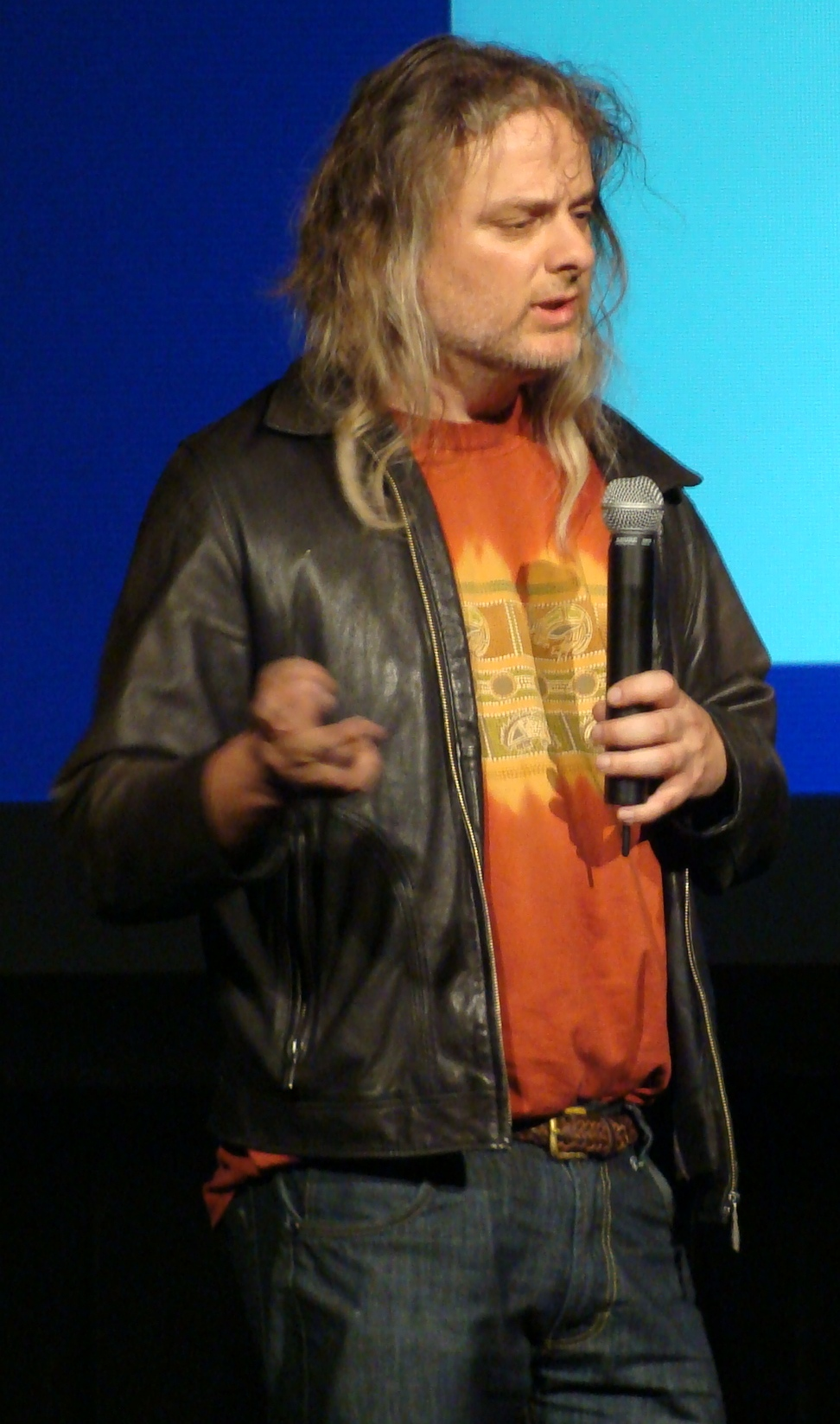
David Chalmers.

Les arguments fondés sur les qualia ont des conséquences philosophiques fortes. D'une part, ils font apparaître un écart entre ce que l'on peut attendre d'un système de traitement de l'information et l'expérience consciente en elle-même, ce qui a été traduit par la distinction faite par Ned Block et David Chalmers entre la conscience d'accès et la conscience phénoménale. La conscience d'accès correspond à la capacité qu'a notre esprit d'accéder à certaines informations, de les manipuler, de les verbaliser, tandis que la conscience phénoménale désigne l'expérience subjective et qualitative que nous faisons des choses en première personne. Ainsi, pour Chalmers, l'explication des mécanismes de la conscience d'accès constituerait le problème «facile» de la conscience en psychologie, tandis que la compréhension du passage à la conscience phénoménale constituerait le problème difficile de la conscience.
Par ailleurs, dès lors que l'on admet que les propriétés des objets physiques, tels que le cerveau, ne peuvent pas expliquer les qualia, il semble que l'on soit contraint d'adopter une forme de dualisme, soit dualisme des substances corporelles et spirituelles, soit dualisme des propriétés physiques et mentales. La difficulté est que l'on risque, alors, de retrouver face à une résurgence du problème de l'interaction de l'âme et du corps pour lequel il n'y a pas de solution compatible, à la fois, avec le dualisme et la conception en vigueur des lois physiques. Pour cette raison, plusieurs auteurs préfèrent s'orienter vers une doctrine de type monisme neutre qui n'admet qu'un type de substance aux propriétés physico-psychiques, voire d'assumer franchement, comme David Chalmers, une doctrine panpsychique.

## Réponses aux arguments fondés sur les qualia
Les objections fondées sur les qualia ont été perçues comme recevables par la communauté des philosophes de tradition analytique, elles reposent à la fois sur une intuition jugée robuste et des arguments valides, c'est pourquoi les défenseurs de positions physicalistes et/ou fonctionnalistes ont été contraints d'enrichir leurs théories de façon à pouvoir y répondre.

### Hiatus ontologique ou fossé explicatif?
Joseph Levine a procédé à une analyse célèbre des arguments fondés sur les qualia et suggéré qu'ils reposaient sur une confusion entre épistémologie et métaphysique. Selon lui, on peut tout à fait reconnaître qu'il y a un « gouffre explicatif » entre notre compréhension des mécanismes physiques et notre saisie des qualia, cela ne permet pas, pour autant, de conclure que ces derniers sont forcément de nature non-physique. Il se pourrait très bien que les qualia soient des phénomènes naturels, mais que nous ne puissions pas en rendre compte étant donné l'état actuel de nos théories scientifiques, ou bien en raison d'un défaut constitutif de notre outillage cognitif.
Le travail de Levine ouvre la voie à deux façons de régler le problème des qualia. Selon la première, les expériences de pensée, du type « la chambre de Marie », reposeraient simplement sur une mécompréhension de ce que serait une explication physique complète, cet argument fait partie des stratégies éliminativistes (voir ci-dessous). Selon la seconde, les qualia sont, en droit, physiquement explicables, mais cette explication ne nous est pas accessible car ils sont liés à l'organisation interne de notre système mental. On appelle cette dernière position le « mystérianisme ».

### Stratégies éliminativistes
La tradition physicaliste en philosophie de l'esprit a visé à éliminer les concepts de la psychologie du sens commun, il était donc naturel, pour défendre le matérialisme, de chercher à éliminer à son tour le concept de qualia. Cela peut se faire en admettant leur existence en tant que phénomènes physiques, tout en montrant que l'intuition de leur caractère non-physique provient en fait de la façon très particulière que nous avons de les appréhender par introspection.

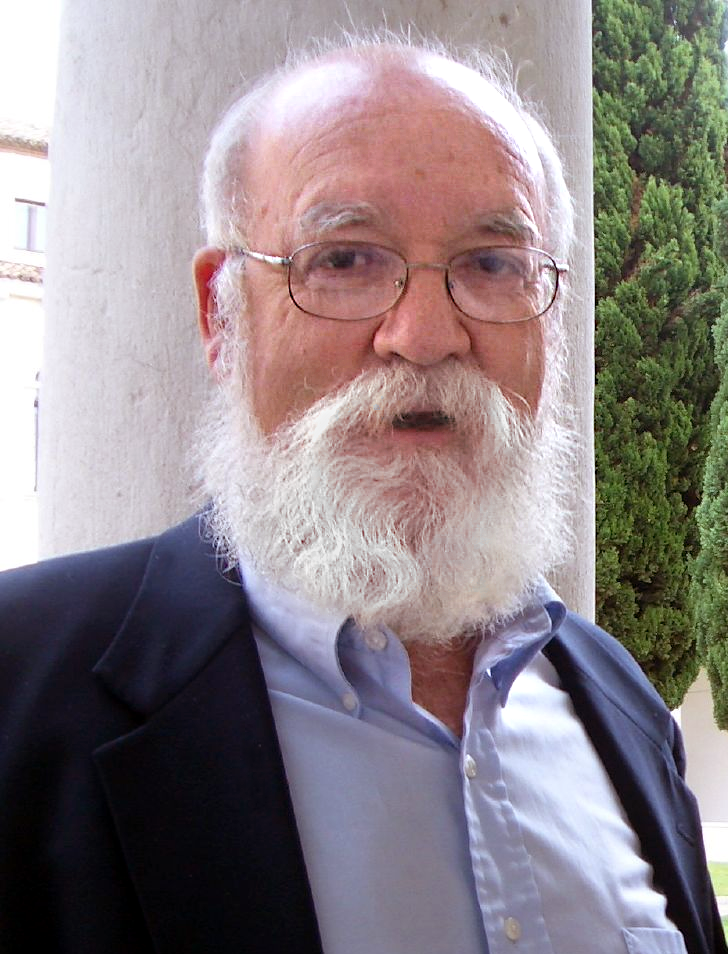
Daniel Dennett (2006).

Un des plus célèbres représentants de l'éliminativisme, Daniel Dennett, a mis sur pied une stratégie plus radicale consistant à contester l'existence même des qualia. Dans La Conscience expliquée, il défend la position selon laquelle le caractère irréductiblement subjectif et qualitatif attribué aux qualia n'est que la survivance de préjugés cartésiens, toutes les propriétés effectives de nos états mentaux pouvant être expliquées par les propriétés habituellement étudiées en neurosciences. Dennett rejette, pour cette raison, les expériences de pensée des zombies philosophiques et du spectre inversé, selon lui, il n'est pas logiquement possible que les conditions matérielles de la réalisation d'une expérience consciente soient réunies, sans que cette expérience advienne.
La négation des qualia reste toutefois difficile à admettre dans la mesure où nous avons le sentiment de les saisir directement et non comme des représentations qui pourraient se révéler fausses ou factices : lorsque nous éprouvons de la douleur, par exemple, nous pouvons nous tromper sur les causes de celle-ci, mais non sur le fait que nous avons mal (caractère infaillible des qualia). Pour cette raison, des auteurs éliminativistes plus récents ont proposé la théorie dite « illusionniste ». Celle-ci tente de rendre compte de notre tendance à attribuer certaines caractéristiques spéciales aux qualia par les propriétés de notre système cognitif et, notamment, nos capacités d'introspection, bien que celles-ci, en dernière analyse, n'obéissent qu'à des dispositifs neurocognitif ordinaires.

## Quelques questions à propos des qualia
- Les qualia existent-ils ?
- Les qualia sont-ils physiques ?
- Quels états mentaux ont des qualia ?
- Les qualia sont-ils représentationnels/intentionnels ?
- Quelles relations entre les qualia et le rôle causal de l'état mental ?
- Quelles relations entre les qualia et le cerveau ?
- Les animaux ont-ils des qualia ?
- Une intelligence artificielle peut-elle avoir des qualia ?

## Qualia et neurosciences cognitives
Dans le prolongement de la tradition behavioriste, la question de la conscience est longtemps restée en dehors du champ de la psychologie expérimentale. La situation a profondément changé vers la fin des années 1980 où la recherche en neurologie et sciences cognitive s'est attaquées aux mécanismes conscients de l'esprit. La notion de qualia a alors été reprise dans les ouvrages de réflexion, si ce n'est dans les travaux proprement scientifiques, produits par des chercheurs influents dans ces domaines.

### Essais de naturalisation des qualia

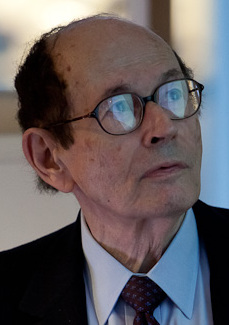
Gerald M. Edelman (1929-2014).

La plupart des spécialistes du cerveau qui se sont intéressés aux qualia pensent que leur existence est un fait biologique à part entière et qu'ils doivent donc être regardés comme le produit de l'évolution,,. Le problème est alors de rendre compte, de façon scientifiquement satisfaisante, de ces phénomènes à première vue éloignés des mécanismes habituellement étudiés dans les sciences de la nature.
Les livres de Gerald Edelman comme Bright Air, Brilliant Fire, au début des années 1990, ont ouvert la voie à de nombreuses publications sur le sujet de la neurobiologie de la conscience. Le prix Nobel de médecine 1972 y utilise les qualia pour définir en quoi l'explication scientifique de la conscience soulève une difficulté particulière. Il rejette l'élimination pure et simple des qualia, tout comme le dualisme qui, selon lui, est la conséquence du refus de prendre en compte les expériences subjectives dans la conception scientifique du réel. Edelman propose d'expliquer l'apparition de la conscience perceptive par une série de mécanismes complexes de catégorisation, ceux-ci faisant intervenir une sélection de type darwinien des réseaux de neurones associés à l'identification des objets et des boucles réentrantes des catégorisations passées par l'intermédiaire de la mémoire.
António Damásio reconnaît lui aussi l'existence des qualia comme phénomènes vécus à la première personne. Mais, dans le prolongement de l'article de Levine, il considère que le « gouffre explicatif » avec les sciences de la nature finira par se combler. Pour lui, la conscience peut être comprise comme un ensemble de systèmes neurologiques mettant en relation les informations collectées par nos organes perceptifs et les mécanismes d'auto-préservation et d'homéostasie de notre corps.
Vilayanur S. Ramachandran et William Hirstein ont proposé des critères donnant aux qualia une traduction en termes d'événements neurocognitifs : ce sont (1) des représentations infaillibles, (2) pouvant donner lieu à un nombre illimité d'associations, (3) persistantes dans la mémoire à court terme et (4) disponibles pour l'attention.

### Essais d'élimination des qualia

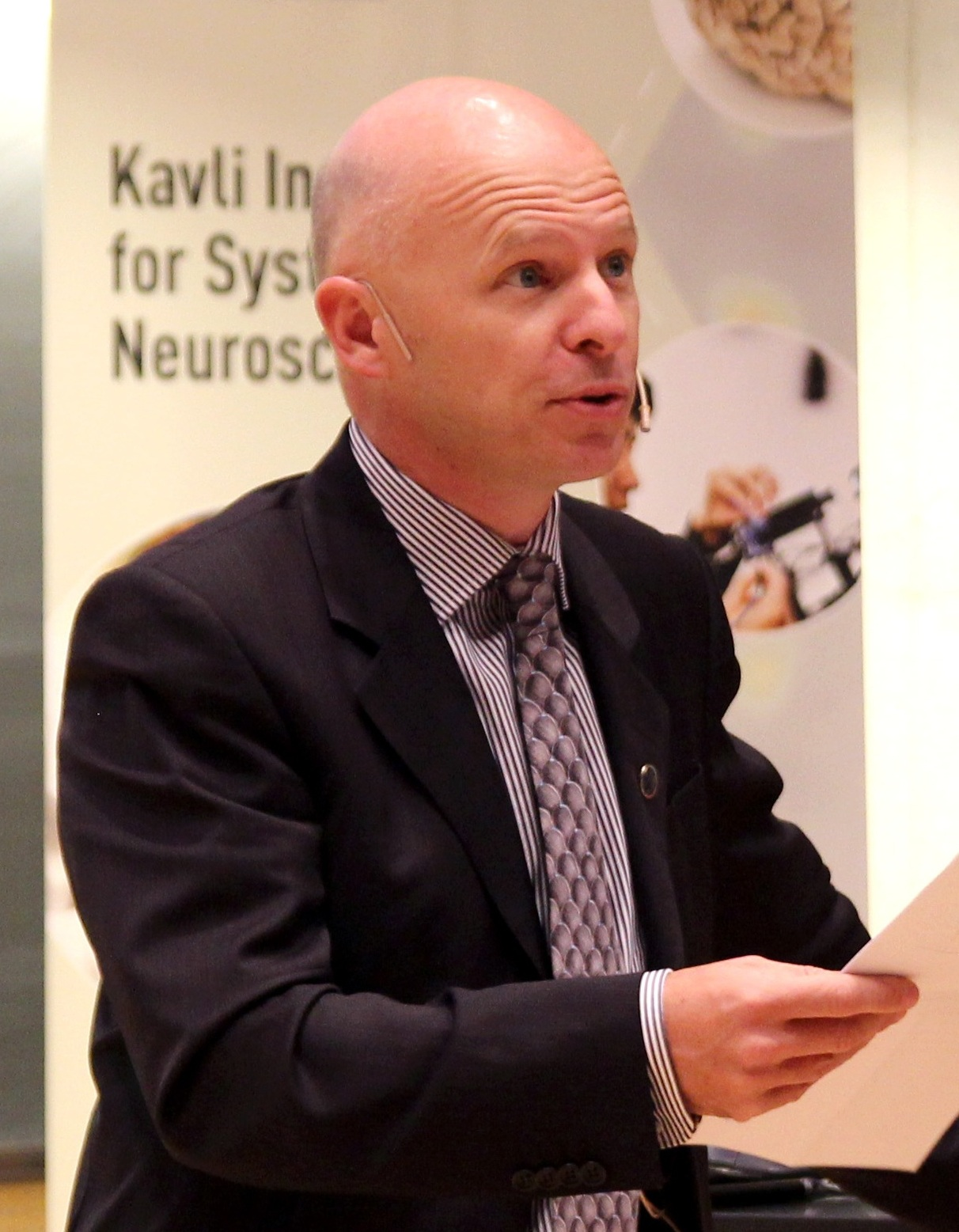
Stanislas Dehaene en 2014.

Certains, comme  Stanislas Dehaene, se montrent plus critiques vis-à-vis de la notion de qualia. Il a présenté dans son ouvrage Le Code de la conscience (2009) un modèle visant à expliquer la conscience comme un espace de travail global, aussi conteste-t-il la distinction entre conscience d'accès et conscience phénoménale. Pour cela, il adopte une position éliminativiste, proche de celle de Dennett, qui présente les qualia comme « des intuitions imprécises » et il fait le pari, sur la base d'analogies historiques, que le problème difficile de la conscience finira par se dissiper :

« dans quelques décennies, la notion même de qualia, ces quanta d'expérience pure, dépourvus de tout rôle dans le traitement de l'information, sera considérée comme une idée étrange de l'ère préscientifique. Ce débat aura la même issue que celui du vitalisme – l'idée erronée du XIXe siècle selon laquelle, quelle que soit la quantité de détails accumulés sur la biochimie des organismes, nous ne rendrons jamais compte de ce qu'est le vivant. [...] De la même manière, la science de la conscience va grignoter, petit à petit, chacun des aspects du problème difficile de la conscience [car] elle rend déjà compte d'une fraction importante des expériences subjectives [...]. Une fois revisité à l'aune des neurosciences cognitives et de l'informatique, le problème difficile de Chalmers s'évaporera sans laisser de traces. Ce ne sera pas la première fois que la science remettra en cause [les] intuitions les plus sûres (lever de soleil qui est une rotation de la Terre dans le sens opposé). »

Nota : le modèle de l'espace de travail global, comme ceux d'Edelman ou de Damasio, sont des constructions destinées à montrer ce que pourrait être une explication neurocognitive de la conscience, il ne s'agit pour autant de théories validées par la communauté scientifique, qui n'a pas encore produit de consensus sur la question. Ainsi, Axel Cleeremans, un des éditeurs de The Oxford Companion to Consciousness (2009), considère que les théories actuellement disponibles n'ont toujours pas donné de réponse satisfaisante au problème difficile de Chalmers :

« Si l'étude de la conscience est en plein essor, il faut bien reconnaître que nous semblons encore être confrontés au problème que le philosophe David Chalmers a appelé le « problème difficile » : pourquoi l'activité du cerveau s'accompagne-t-elle d'une expérience vécue ? Aucune théorie contemporaine de la conscience, et elles sont nombreuses, ne permet de répondre à cette question pourtant fondamentale, pas plus d'ailleurs qu'à la question tout aussi fondamentale de savoir comment l'activité du cerveau produit l'expérience subjective que nous avons du monde, de nous-mêmes, et des autres »

## Qualia et conscience artificielle

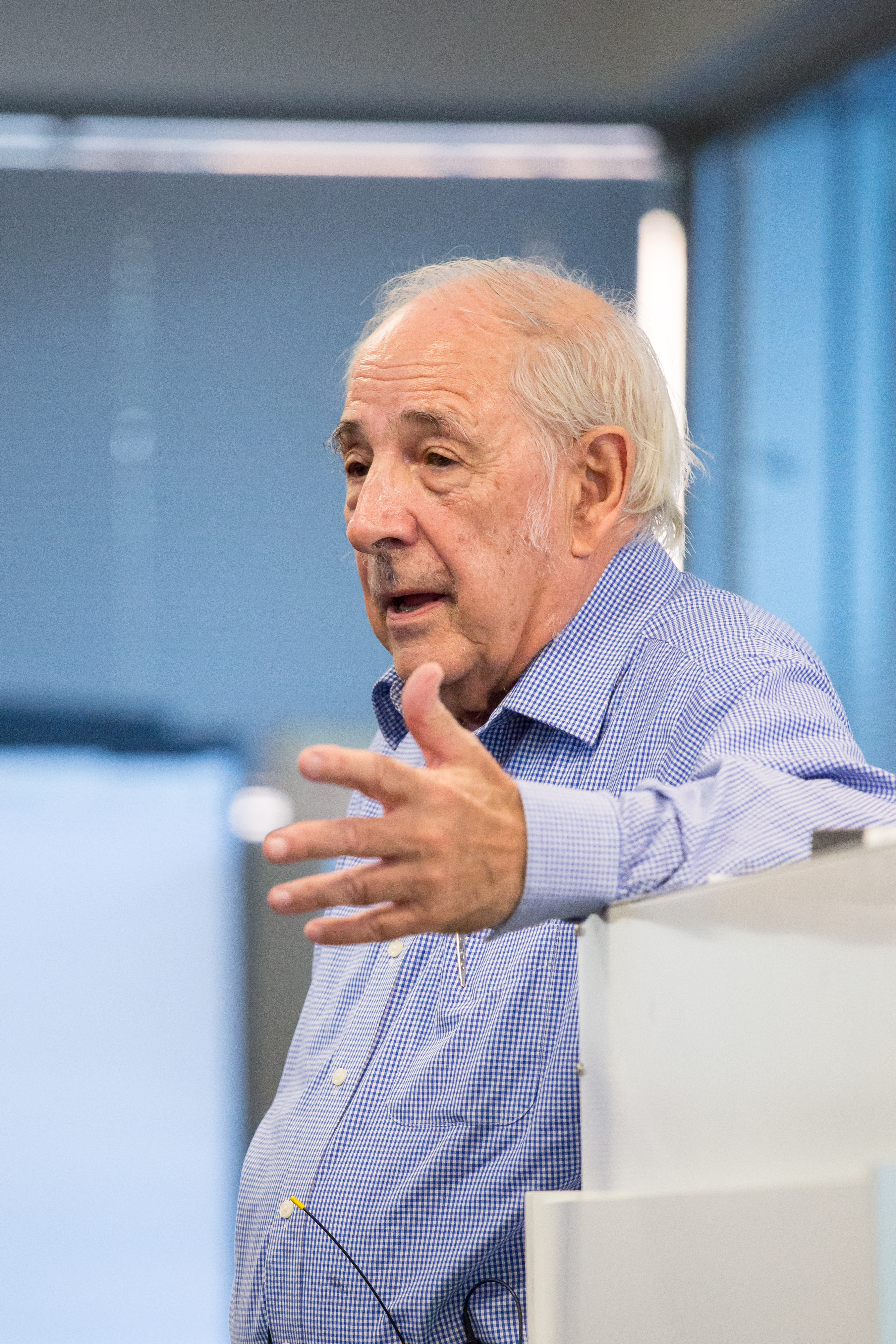
John Searle (2015).

Les arguments fondés sur les qualia trouvent des prolongements naturels dans la réflexion sur l'intelligence artificielle. L'expérience de pensée anti-fonctionnaliste de Ned Block, notamment, suggère qu'une machine réalisant le même état fonctionnel que le cerveau chinois ne devrait pas, non plus, être consciente (voir ci-dessus).
John Searle a développé une expérience de pensée proche, dite de la chambre chinoise, qui vise à réfuter l'idée d'une conscience artificielle. Il s'y imagine enfermé dans une pièce où il reçoit des messages rédigés par un sinophone se trouvant à l'extérieur. Lui-même ne connaît aucune langue chinoise, mais dispose d'un catalogue de règles lui permettant d'opérer sur les symboles qui lui sont transmis. Il produit ainsi des réponses qui paraîtront pourvues de sens à son interlocuteur. Néanmoins, il n'aura pas pour autant acquis les états subjectifs qui correspondent, chez un locuteur chinois, à la compréhension de ces énoncés. Searle distingue ainsi ce qu'il appelle la thèse de l'intelligence artificielle faible, selon laquelle une machine peut simuler différentes fonctions intelligentes de l'esprit humain, comme le langage, et la croyance en la possibilité d'une intelligence artificielle forte, c'est-à-dire d'une machine capable de produire des qualia et de l'intentionnalité. Pour Searle, la conscience phénoménale ne peut pas venir à un ordinateur imitant l'organisation fonctionnelle du cerveau car elle est liée à l'activité globale d'un organisme vivant.
Face à ces arguments, deux types de réponses sont possibles. On peut, tout d'abord, contester les « pompes à intuitions » mises en œuvre par ces expériences de pensée et défendre que des machines réalisant les mêmes états fonctionnels que ceux de notre cerveau doivent nécessairement avoir des qualia. Cette position est adoptée aussi bien par des physicalistes concevant les qualia comme des propriétés survenantes, que par des panpsychistes tels que David Chalmers. D'autres contestent la distinction entre IA forte et IA faible et considèrent qu'une machine qui reproduirait les diverses fonctions cognitives du cerveau humain devrait être jugée aussi consciente que celui-ci ; c'est par exemple le cas de Dehaene, qui rejette le problème difficile de la conscience comme l'existence des qualia.
Le débat peut assez vite tourner à une confrontation stérile entre deux camps qui campent sur leurs présupposés : pour les uns, l'arrivée d'une conscience artificielle ne serait qu'une question de temps, tandis que, pour les autres, l'idée même d'une machine consciente serait un non-sens. Le rôle que pourraient jouer les qualia dans un débat constructif sur la question serait d'aider à définir exactement ce que l'on doit entendre par « conscience » et, plus précisément, quelles sont les aptitudes cognitives qui nous permettent d'avoir des qualia (ou de croire que nous en avons), afin de déterminer ce que l'on doit attendre d'une machine susceptible de réaliser des performances similaires aux nôtres.

#### Notions
- Attitude propositionnelle
- Conscience phénoménale
- Émergence, Survenance, Épiphénoménisme
- Expérience de pensée, Spectre inversé, Zombie philosophique, Cerveau chinois
- Fonctionnalisme
- Intelligence artificielle, Philosophie de l'intelligence artificielle
- Mystérianisme
- Neurosciences, Connexionnisme, sciences cognitives
- Ontologie, monisme, dualisme, panpsychisme
- Phénomène, Umwelt
- Philosophie de l'esprit, Problème corps-esprit
- Philosophie du processus
- Physicalisme, Éliminativisme
- Problème difficile de la conscience
- Quel effet cela fait-il d'être une chauve-souris ?
- Théorie de l'identité esprit-cerveau
- Trope (philosophie)

#### Auteurs
- Emil du Bois-Reymond (1818-1898), Ignorabimus (1872, Les limites de la connaissance humaine)
- Charles S. Peirce (1839-1914)
- John J. C. Smart (1920-2012), alias Jack Smart
- Ullin Place (1924-2000)
- David M. Armstrong (1926-2014)
- Gerald Edelman (1929-2014)
- John Searle (1932-)
- Thomas Nagel (1937-)
- Ned Block (1942-)
- Daniel Dennett (1942-)
- Frank Cameron Jackson (1943-), La chambre de Marie
- Antonio Damasio (1944-)
- David Papineau (1947-)
- Vilayanur S. Ramachandran (1951-)
- Stanislas Dehaene (1965-)
- David Chalmers (1966-)

### Ressources externes
- Kammerer, François (2018), article «Qualia» version grand public et version académique, dans Maxime Kristanek (dir.), l'Encyclopédie philosophique.
- (en) Tye, Michael, "Qualia", The Stanford Encyclopedia of Philosophy  (Fall 2021 Edition), Edward N. Zalta (ed.).